# Веће народа
Веће народа је било дом Народне скупштине ФНРЈ од јануара 1946. до децембра 1953, док је други дом био Савезно веће. Од децембра 1953. до маја 1969. постало је као посебно скупштинско тело, које је заседало одвојено од домова. Од маја 1969. до маја 1974. Веће народа је било дом Савезне скупштине СФРЈ као веће делегата република и аутономних покрајина.
Усвајањем Устава ФНРЈ 31. јануара 1946. Уставотворна скупштина ДФЈ постала је Народна скупштина ФНРЈ, а њена два већа — Савезна скупштина и Скупштина народа постала су Савезно веће и Веће народа, која су као већа Народне скупштине постојала од 1946. до 1953. године. Усвајањем Уставоног закона, 13. јануара 1953. Народна скупштина је реорганизована у Савезну народну скупштину, која је такође имала два већа — Савезно веће и Веће произвођача. Нова организација скупштине конституисана је 24. децембра 1953, након скупштинских избора, чим је Веће народа престало да постоји као скупштински дом. 
Према Уставном закону, као и Уставу СФРЈ из априла 1963. Веће народа је било скупштинско тело, које су сачињавали посланици Савезног већа, изабрани од скупштина социјалистичких република и скупштина социјалистичких аутономних покрајина. Веће је имало одређена права и дужности у погледу заштите равноправности народа и утврђених права република. Усвајањем уставних амдандамана, 26. децембра 1968. општенадлежно веће Савезне скупштине постало је Веће народа, док је Савезно веће укинуто. Како су се уставни амандмани примењивали од новог изборног циклуса, Веће народа је формирано 15. маја 1969, конституисањем новог сазива Савезна скупштина. У периоду од 1969. до 1974, поред Већа народа, у Савезној скупштини постојала су још четири дома — Привредно веће, Просветно-културно веће, Социјално-здравствено веће и Друштвено-политичко веће. 
Усвајањем новог Устава СФРЈ 21. фебруара 1974. поново је установљено Савезно веће као дом Скупштине СФРЈ, док је други дом било Веће република и покрајина. Конституисањем Скупштине СФРЈ 15. маја 1974. престало је да постоји Веће народа.

## Уставна улога

### Устав ФНРЈ из 1946.
Према Уставу Федеративне Народне Републике Југославије (1946) Народна скупштина ФНРЈ се састојала из два дома: Савезног већа и Већа народа. Оба дома била су равноправна и бирала су се на мандат од четири године. Домови су заседали одвојено, а скупштинска заседања је сазивао Президијум Народне скупштине ФНРЈ.
Веће народа се бирало по народним републикама, аутономним покрајинама и аутономним областима. Грађани сваке републике бирали су по 30, аутономне покрајине по 20, а аутономне области по 15 посланика. Веће је имало председника, два потпредседника и три секретара.
Право подношења законских предлога имала је Влада ФНРЈ, чланови Владе ФНРЈ и посланици оба дома. Ниједан законски предлог није могао постати закон, ако није изгласан већином гласова у оба дома на седници на којој је присутна већина посланика сваког дома.
Предлог за промену и допуну Устава могао је поднети Президијум Народне скупштине ФНРЈ, Влада ФНРЈ или трећина посланика једног дома. Предлог је требало да буде примљен у сваком дому већином гласова. Био би усвојен ако би за промену или допуну Устава гласала апсолутна већина од целокупног броја посланика у сваком дому. Усвојену промену или допуну Устава проглашавала је Народна скупштина ФНРЈ на заједничкој седници оба дома.

### Уставни закон из 1953.
Према Уставном закону о основама друштвеног и политичког уређења ФНРЈ и савезним органима власти (1953) Веће народа је изгубило статус скупштинског дома будући да се Савезна народна скупштина ФНРЈ састојала из следећа два дома: Савезног већа и Већа произвођача. Веће народа је постало посебно законодавно тело које је решавало одвојено од домова где су се остваривала посебна права народних посланика изабраних од представничких тела народних република, аутономне покрајине и аутономне области, који су били његови чланови.
Веће народа је решавало одвојено кад се на дневном реду Савезног већа налазио предлог закона који се тицао уставом утврђених односа народних република и федерације, ако би то предложила већина посланика изабраних од представничког тела једне народне републике. Веће народа је претходно претресало и одлучивало да ли ће приступити одвојеном решавању.
Ако се текст закона који је усвојило Савезно веће не би слагао са текстом усвојеним у Већу народа издвојили би се посланици који чине Веће народа и поново би претресли спорна питања, а затим би се она претресла и на седници Савезног већа. Ако би и тада остала несагласност у текстовима образовала би се комисија састављена од једнаког броја народних посланика, које је бирало Савезно веће из реда посланика који нису чланови Већа народа и Веће народа из реда својих чланова. Ако би Веће народа и после овога остало при свом тексту, обустављао би се даљи претрес предлога закона и спорно питање не би се моло ставити на дневни ред пре истека године дана од обустављања претреса. Ако се Веће народа не би сложило са Савезним већем о савезном друштвеном плану, претрес би се одлагао за два месеца. У случају да се ни по истеку тога рока не би постигла сагласност, Савезно веће би се распустило. Док не би било изабрано Савезно веће, примењивао се друштвени план који би усвојило Веће произвођача.
Веће народа се састајало одвојено и ради давања претходног мишљења о потреби доношења савезног општег закона пре него што би се закон ставио на скупштински дневни ред. Ако се Веће народа не би сложило с потребом доношења неког савезног општег закона, предлог тог закона није се могао ставити на дневни ред Савезне народне скупштине ФНРЈ.

### Устав СФРЈ из 1963.
Према Уставу Социјалистичке Федеративне Републике Југославије (1963) Веће народа је посебно тело Савезне скупштине СФРЈ које заседа одвојено од пет домова: Савезног већа, Привредног већа, Просветно-културног већа, Социјално-здравственог већа и Организационо-политичког већа. Чланови Савезног већа изабрани од републичких скупштина и скупштина аутономних покрајина сачињавали су Веће народа, које је имало одређена права и дужности у погледу заштите равноправности народа и утврђених права република.
Веће народа се обавезно састајало кад је на дневном реду Савезног већа био предлог за промену Устава. Промена Устава би била усвојена у Савезном већу и Већу народа ако би за њу гласало две трећине чланова тих већа. Веће народа се могло састајати и кад је на дневном реду Савезног већа био предлог закона или питање које је од интереса за равноправност народа и република. Састајало се кад би то захтевала већина делегата једне републике, десет његових чланова или председник Савезне скупштине СФРЈ.
Веће народа је могло предложити да се предлог закона измени или да се закон не донесе, ако оцени да предлог закона садржи повреду равноправности народа или република. Ако Савезно веће не би усвојило предлог Већа народа, Веће народа је могло поново да решава о спорном предмету. Ако би Веће народа остало при свом првобитном ставу и о спорном питању се поново не би постигла сагласност са Савезним већем, већа би образовала од једнаког броја чланова оба већа заједничку комисију, којој се поверавало састављање предлога за решење спора. Ако се у заједничкој комисији не би постигла сагласност или ако Савезно веће, односно Веће народа, не би прихватило решење комисије, обустављао би се даљи претрес спорног предлога, и он се није могао поново ставити на дневни ред Савезног већа пре истека једне године од дана обуставе претреса.

### Уставни амандмани из 1968.
Према Амандманима VIII и IX на Устав СФРЈ (1968) Веће народа је постало дом Савезне скупштине СФРЈ као веће делегата република и аутономних покрајина. Поред њега постојала су још четири дома: Привредно веће, Просветно-културно веће и Социјално-здравствено веће (као већа делегата радних људи у радним заједницама) и Друштвено-политичко веће (као веће делегата грађана у општинама). Овим променама Веће народа је заменило пређашње Савезно веће.
У Веће народа републике су делегирале по 20 посланика, а аутономне покрајине по 10 посланика. Посланике су бирала сва већа републичке односно покрајинске скупштине.
Послове из надлежности Савезне скупштине СФРЈ вршила су равноправно надлежна већа или Веће народа и надлежно веће радних заједница. Међутим, Веће народа је самостално претресало питања која су се односила на равноправност република, народа и народности и Уставом утврђена права република и аутономних покрајина, као и друга питања од заједничког интереса за републике и аутономне покрајине.

## Председници Већа народа
| Председници Већа народа 1946—1953. и 1969—1974. | Председници Већа народа 1946—1953. и 1969—1974. | Председници Већа народа 1946—1953. и 1969—1974. | Председници Већа народа 1946—1953. и 1969—1974. | Председници Већа народа 1946—1953. и 1969—1974. | Председници Већа народа 1946—1953. и 1969—1974. | Председници Већа народа 1946—1953. и 1969—1974.                                                                  | Председници Већа народа 1946—1953. и 1969—1974. |
| назив скупштине                                 | сазив                                           | број                                            | име и презиме                                   | почетак мандата                                 | крај мандата                                    | напомена | реф                                             |
| ----------------------------------------------- | ----------------------------------------------- | ----------------------------------------------- | ----------------------------------------------- | ----------------------------------------------- | ----------------------------------------------- | --- | ----------------------------------------------- |
| Народна скупштина 1946—1953.                    | 1 сазив 1945—1950.                              | 1                                               | Јосип Видмар (1895—1992)                        | 31. јануар 1946.                                | 24. април 1950.                                 | | [ 13 ]                                          |
| Народна скупштина 1946—1953.                    | 2 сазив 1950—1953.                              | 1                                               | Јосип Видмар (1895—1992)                        | 24. април 1950.                                 | 24. децембар 1953.                              | | [ 14 ]                                          |
| Савезна народна скупштина 1953—1963.            | 3 сазив 1953—1958.                              | 1                                               | Јосип Видмар (1895—1992)                        | 24. децембар 1953.                              | 17. април 1958.                                 | У току трећег, четвртог и петог сазива Веће народа није постојало као скупштински дом, већ као део Савезног већа | [ 15 ]                                          |
| Савезна народна скупштина 1953—1963.            | 4 сазив 1958—1963.                              | 2                                               | Јован Веселинов (1906—1982)                     | 18. април 1958.                                 | 29. јун 1963.                                   | У току трећег, четвртог и петог сазива Веће народа није постојало као скупштински дом, већ као део Савезног већа | [ 16 ]                                          |
| Савезна скупштина 1963—1974.                    | 5 сазив 1963—1969.                              | 3                                               | Љупчо Арсов (1910—1986)                         | 29. јун 1963.                                   | 16. мај 1967.                                   | У току трећег, четвртог и петог сазива Веће народа није постојало као скупштински дом, већ као део Савезног већа | [ 17 ]                                          |
| Савезна скупштина 1963—1974.                    | 5 сазив 1963—1969.                              | 4                                               | Вида Томшич (1913—1998)                         | 16. мај 1967.                                   | 15. мај 1969.                                   | | [ 18 ]                                          |
| Савезна скупштина 1963—1974.                    | 6 сазив 1969—1974.                              | 5                                               | Мика Шпиљак (1916—2007)                         | 16. мај 1969.                                   | 15. мај 1974.                                   | | [ 19 ]                                          |